# 2023年の競輪
2023年の競輪（2023ねんのけいりん）では、2023年（令和5年）の競輪関連の記述と、GP・GI・GII・GIIIを中心としたレースの優勝者及び、獲得賞金ランキング30位までの選手等をまとめる。
2022年の競輪 - 2023年の競輪 - 2024年の競輪

## 新型コロナウイルスに伴う影響
2023年も前年に引き続き、世界的に新型コロナウイルス（COVID-19）の蔓延が続いている中での開催となった。
なお、競輪選手による新規の新型コロナウイルス陽性者は時折発生しているものの、新型コロナウイルスに起因するレース開催中止は2022年9月以降発生しておらず大きな影響は出ていないこと、また5月8日から新型コロナウイルスが「5類相当」へと移行したことから、今後は新型コロナウイルスに起因するレース開催中止などの事象は以下の「できごと」に含めることとする（競輪選手による新規の新型コロナウイルス陽性者発生の事象についてもKEIRIN.JPでは取り扱わなくなったため、当項目でも割愛する）。

## できごと
広報活動、記録、人事、実施（開始）・終了、その他事象　※記載の級班はできごと当日時点

### 1月
- 04日 - 【記録】 吉田敏洋（愛知・85期、S1）が、岸和田FI3日目第8レース（特選）において1着となり、通算500勝を達成。S級創設（1983年4月）以降ガールズケイリン（1人）を含め通算44人目となる記録で、デビューから22年4か月20日（デビューの日を含まない）での達成であった[3]。
  - その後、規定に基づき、先に同じく500勝を達成した山内卓也（愛知・77期、S2）とともに3月11日に名古屋競輪場にて表彰式が執り行われた[4]。

- 06日 - 【記録】 JKAが、2022年（1月 - 12月）の競輪選手賞金取得状況を公表[5]。賞金王は脇本雄太（福井・94期、SS）で3億584万2300円[6]、賞金女王は柳原真緒（福井・114期、L1）で3095万5400円[7]であり、男女とも過去最高、そして同県（福井県）であった。新人では、男子（121期）は養成所を早期卒業した中野慎詞（岩手、S2）がトップで2135万7000円、女子（122期）は又多風緑（石川、L1）がトップで512万9000円であった[8]。また、2022年は前年同様に賞金の増額があったことで、1億円以上取得者は7名と過去最高、そして1000万円以上取得者は1339名となり[9]、取得額1000万円以上の選手が1000人を超えたのは2010年以来12年ぶりであった[10]。さらに、12月31日時点での全登録選手2367名の平均取得額は1267万9140円であり[11]、全登録選手の平均取得額が1000万円を超えたのは2010年以来12年ぶり[10]、1200万円台は2001年以来21年ぶり[12]であった。

- 07日 - 【記録】 立川開設71周年記念「鳳凰賞典レース」（GIII）が閉幕。総売上額は目標額（68億円）を大きく上回る72億4709万800円となり、GIIIで総売上額が70億円を突破したのは2018年1月の立川開設66周年記念以来5年ぶり、特に2020年以降となるコロナ禍以降では初の70億円超えとなった[13]。

- 19日 - 【広報】 日本競輪選手養成所が、第125回選手候補生（男子）・第126回選手候補生（女子）の一般入所試験合格者を発表[14]。第125回選手候補生（男子）では山崎芳仁（福島・88期、S1）を父に持つ山崎歩夢、小川圭二（徳島・68期、A1）を父に持つ小川三士郎ら71名が、また第126回選手候補生（女子）では工藤元司郎（茨城・16期、引退）を祖父に、高木和仁（福岡・76期、S2）を父に持つ高木萌那ら20名が、それぞれ合格した[15][16][17]。
  - 養成所では5月26日に入所式を実施し、第125回生72名及び第126回生19名が入所した。なお、本年は2019年（第117回生・第118回生）以来となる、候補生の家族や来賓を招いた上で行われた[18]。

- 23日 - 【広報】 JKAが、2022年競輪表彰選手を発表。最優秀選手賞は、KEIRINグランプリ2022を制したほか、公営競技初の年間獲得賞金3億円を達成した脇本雄太（福井・94期、SS）が2年ぶり2回目の受賞。優秀選手賞は、GI6大会中5大会で決勝進出（うち優勝2回）した古性優作（大阪・100期、SS）、サマーナイトフェスティバルを制覇した松浦悠士（広島・98期、SS）、史上4人目のグランドスラムを達成した新田祐大（福島・90期、SS）の3名が受賞。ほか、優秀新人選手賞（117期以降の男子が対象）は、デビュー以来30連勝の新記録を達成した中野慎詞（岩手・121期、S1）が、特別敢闘選手賞は初のGI制覇を成し遂げた新山響平（青森・107期、SS）が、それぞれ受賞した。ガールズ最優秀選手賞は、ガールズグランプリ2022を制した柳原真緒（福井・114期、L1）が初受賞。ガールズ優秀選手賞は、世界選手権などで銀メダルを獲得した佐藤水菜（神奈川・114期、L1）、年間を通して安定した活躍を見せた児玉碧衣（福岡・108期、L1）の2名が受賞。その他、自転車競技で活躍した選手が対象となる国際賞は、窪木一茂（福島・119期、S2）と佐藤水菜が受賞。また、ガールズケイリン1期生として創成期から現在に至るまで10年間常にトップで活躍し続けた功績を称え、小林莉子（東京・102期、L1）が特別賞を受賞した。なお、今回も表彰式典は新型コロナウイルス感染症拡大防止の観点から、前年同様中止となった[19][20]。

- 26日 - 【事象】 記録的な寒波の襲来による影響で、ミッドナイト競輪が史上初となる4場同時開催。当初は25日を最終日として開催中であった大垣FIIと久留米FIIがバンク凍結などによるコンディション不良により中止・順延となった影響で、その大垣FII、久留米FII（当日はいずれも最終日）に加え、小倉FII、岸和田FII（当日はいずれも初日）とで、4場が同時に開催される事態となった[21]。

- 27日 - 【実施】 JKAが、第143回競輪最高会議（2023年1月26日開催）において、開催場が未定であった第1回オールガールズクラシック（2023年10月2日 - 4日）について、開催場を松戸競輪場に決定したこと、ナイター開催とすることを発表。また併せて、同大会における出場選手選抜方法も発表した[22]。

### 2月
- 25日（現地時間） - 【記録】 橋本英也（岐阜・113期、A2）が、2023UCIトラック・ネーションズカップ第1戦（ジャカルタ）において男子エリミネーションで優勝、金メダルを獲得[23]（世界選手権ではないため、窪木一茂とは異なり特別昇級の適用はない）。

- 26日 - 【記録】 古性優作（大阪・100期、SS）が、GI・「第38回読売新聞社杯全日本選抜競輪」（高知）において優勝。前回大会に続く連続優勝であり、読売新聞社杯全日本選抜競輪としては、第4回大会（1988年）・第5回大会（1989年）と連覇した中野浩一（福岡・35期、引退）以来となる34年ぶり史上2人目の快挙であった[24]。

- 26日（現地時間） - 【記録】 佐藤水菜（神奈川・114期、L1）が、2023UCIトラック・ネーションズカップ第1戦（ジャカルタ）において女子ケイリンで優勝、金メダルを獲得。国際自転車競技連合（UCI）が主催する国際大会のケイリンで日本人女子選手が金メダルを獲得したのは、2021年3月のUCIトラック・ネーションズカップ香港大会での小林優香（福岡・106期、L1）以来、史上2人目。なお、同レースでは梅川風子（東京・112期、L1）も決勝に勝ち上がって3着となり銅メダルを獲得[25]。このほか同大会では、ネーションズカップ初出場の太田海也（岡山・121期、S2）が男子スプリントに出場し銀メダルを獲得した[26][27]。→ 2021年5月20日

### 3月
- 17日（現地時間） - 【記録】 中野慎詞（岩手・121期、S2）が、2023UCIトラック・ネーションズカップ第2戦（カイロ）において男子ケイリンで優勝、金メダルを獲得。男子ケイリン決勝には中野のほか太田海也（岡山・121期、S2）、寺崎浩平（福井・117期、S1）も出場し、太田が3着で銅メダルを獲得、寺崎が4着となった[28][29]。

- 18日（現地時間） - 【記録】 佐藤水菜（神奈川・114期、L1）が、2023UCIトラック・ネーションズカップ第2戦（カイロ）において女子ケイリンで優勝、前回ジャカルタ大会に続いて金メダルを獲得。女子ケイリン決勝には佐藤のほか梅川風子（東京・112期、L1）も出場したがDNFとなった。このほか、同日は男子スプリントで太田海也（岡山・121期、S2）が3位決定戦を制し銅メダルを獲得した[30]。

- 20日 - 【記録】 奥井迪（東京・106期、L1）が、前橋FII（ナイター）2日目第6レースで勝利し、通算500勝を達成。ガールズケイリンでは2022年に達成した石井寛子（東京・104期、L1）に次ぐ2人目の記録であり、男子も含めるとS級創設（1983年4月）以降通算45人目の記録。2014年4月10日の登録日から、8年11か月10日（登録日を含まない）での達成であった[31][32]。
  - その後、規定に基づき、4月5日に立川競輪場にて表彰式が行われた[33][34]。

- 24日 - 【実施】 JKAが、前日23日に開催された第146回競輪最高会議において、2024年度特別競輪（GP・GI・GII）の開催場・日程が決定したことを発表[35]。当該年度ではGI初開催となる競輪場はないが、久留米競輪場では8年ぶりのGI開催が決定した（2024年4月に第2回オールガールズクラシックを開催予定）ほか、KEIRINグランプリ2024は静岡競輪場での開催（3年ぶり3回目）が決定した[36]。

### 4月
- 03日 - 【広報】 JKAが、2022年度の車券総売上高を発表。2022年度（2022年4月1日 - 2023年3月31日）の総車券売上高は、対2021年度比で113.1%となる1兆907億7929万200円（速報値。PIST6の売上高も含む）となり、伸び率は前年度を下回ったものの9年連続増加となり、そして2002年度以来20年ぶりとなる売上高1兆円を回復した[37]。

- 11日 - 【記録】 小堺浩二（石川・91期、S2）が、富山FI最終日第7レース（一般）において上がりタイム8.9を記録し、富山競輪場のバンクレコードを更新。なお、それ以前の記録は、阿部良二（岩手・29期、引退）が1981年6月22日に記録した9.0であり（ほかに小橋川健一（千葉・87期、引退）が2007年にタイ記録）、42年ぶりの記録更新となった[38]。

- 14日 - 【記録】 村上博幸（京都・86期、S1）が、四日市FI最終日第12レース（決勝）において5着となり、通算獲得賞金が10億6万2865円となり10億円を突破。選手登録日から21年10か月13日での達成で、10億円突破は通算38人目、現役では20人目の記録[39][40][41]。
  - ちなみに、兄の村上義弘（京都・73期、引退）も通算獲得賞金10億円突破を達成している（生涯獲得賞金は19億7690万3189円）[42]。

- 20日 - 【記録】 山原さくら（高知・104期、L1）が、前橋FII（ミッドナイト）2日目第2レースで勝利し、通算500勝を達成。ガールズケイリンでは3月20日に達成した奥井迪（東京・106期、L1）に次ぐ3人目の記録であり、男子も含めるとS級創設（1983年4月）以降通算46人目の記録。2013年4月10日の登録日から、10年0か月10日（登録日を含まない）での達成であった[43][44][45]。
  - その後、規程に基づき、6月18日に高知競輪場にて表彰式が執り行われた[46]。

- 29日 - 【記録】 中川誠一郎（熊本・85期、S1）が、久留米GIII「大阪・関西万博協賛競輪」3日目第6レースで勝利し、通算500勝を達成。S級創設（1983年4月）以降女子（3人）も含めて通算47人目の記録。デビューから22年8か月14日（デビュー日を含まない）での達成であった[47][48]。
  - その後、10月29日に熊本市内のホテルにて500勝達成を記念した祝賀会が開催された[49]ほか、規程に基づき、11月19日に熊本競輪場にて表彰式が執り行われた[50]。

- 29日 - 【記録】 川村晃司（京都・85期、S1）が、静岡FI初日第12レースで勝利し、通算500勝を達成。S級創設（1983年4月）以降女子（3人）も含めて通算48人目の記録。デビューから22年8か月22日（デビュー日を含まない）での達成であった[51]。ちなみに、上記の通り、当日は同期の中川誠一郎が先立って通算47人目の通算500勝を達成しており、同日に同期二人が揃って通算500勝を達成した。
  - その後、規程に基づき、8月21日に京都向日町競輪場にて表彰式が行われた[52][53]。

### 5月
- 07日 - 【記録】 山口拳矢（岐阜・117期、S1）が、GI・「第77回日本選手権競輪」（平塚）にてGI初優出初優勝を達成。山口の父である山口幸二（岐阜・62期、引退）もGIを1度・KEIRINグランプリを2度制覇しており、松村憲（高知・期前、引退）・松村信定（高知・36期、引退）父子、稲村雅士（群馬・16期、引退）・稲村成浩（群馬・69期、A1）父子に次ぐ史上3例目の父子GI制覇も達成した[54]。また、山口拳矢は年末のグランプリに出場したため史上初の父子S級S班在籍経験者となった。

- 16日 - 【記録】 嘉永泰斗（熊本・113期、S1）が、函館記念最終日第12レース（決勝）において上がりタイム10.7を記録し、函館競輪場のバンクレコードを更新。なお、それ以前の記録は、神山雄一郎（栃木・61期、S1）が1995年6月19日に記録した10.8であり（ほか3名がタイ記録）、28年ぶりの記録更新となった[55]。

### 6月
- 03日 - 【記録】 神山雄一郎（栃木・61期、S1）が、函館FI初日第8レース（予選）において1着となり、通算900勝を達成。1988年5月8日のデビューから35年0か月26日（デビュー日を含まない）での達成。900勝達成は史上16人目だが、S級創設（1983年4月）以降にデビューした選手としては史上初の快挙[56][57][58]。
  - その後、6月11日に宇都宮競輪場にて通算900勝達成報告会が開催された[59]。

- 09日 - 【人事】 同日時点で現役最年長選手であり、また1989年の世界選手権・プロ・ケイリン銅メダリストでもあり、KEIRINグランプリ'88にも出場した佐古雅俊（広島・45期、A3）が、現役引退することが判明。佐古は直近3期連続で競走得点が70点を割っており、代謝制度により当月限りでの引退が確実となっていたが、病気を抱えていたこともあり6月7日の伊東FII最終日第1レースで6着となったのを最後に競走を離れることとし、既にあっせんされていた同月中の残り2開催は欠場し引退手続きを取ることとなった[60][61]。
  - 6月30日、選手登録消除。通算戦績は3502戦403勝、優勝46回。生涯獲得賞金は9億2780万3844円[62]。
  - 2023年7月1日時点で現役最年長選手は、1962年4月26日生まれの森江信行（広島・49期、A3）。次点は1962年5月23日生まれの佐々木浩三（佐賀・50期、A3）。

- 13日 〜 15日 - 【実施】 岸和田競輪場にて、ガールズケイリン初のGI・第1回パールカップを開催（第74回高松宮記念杯競輪初日 - 3日目の各日後半4レース）。児玉碧衣（福岡・108期、L1）が3日間とも1着の完全優勝で、初代女王となった[63]。

- 18日 - 【記録】 古性優作（大阪・100期、SS）が、GI・「第74回高松宮記念杯競輪」（岸和田競輪場）にて優勝し、前回大会に続く連覇を達成。高松宮記念杯競輪としては第65回・第66回を連覇した新田祐大（福島・90期、SS）以来、史上9人目の快挙[64]。

- 18日 - 【記録】 岡部芳幸（福島・66期、S2）が、平塚FI最終日第5レース（一般）で勝利し、通算500勝を達成。S級創設（1983年4月）以降女子（3人）も含めて通算49人目の記録。デビューから32年10か月9日（デビュー日を含まない）での達成であった[65]。
  - その後、規程に基づき、8月13日にいわき平競輪場にて表彰式が執り行われた[66]。

- 26日 - 【人事】 JKAが、役員改選を実施（プレスリリースは28日）。26日付で新たに木戸寛が会長に就任し、前会長の笹部俊雄が新たに顧問に就任した。また、今回の役員改選を機に、執行理事に代わり、一般的には執行役員と言われている役職として「業務執行統括役」が新たに設置されたことも発表した[67]。

### 7月
- 11日 - 【人事】 西川親幸（熊本・57期、A1）が、選手登録消除され現役引退[68]。西川は、2018年1月22日の小倉FIでS級最年長優勝記録（52歳4か月22日）を達成したほか、日本選手権競輪において歴代1位となる連続出場記録26回（鈴木誠、伏見俊昭、小倉竜二とともにタイ記録）を達成、さらには歴代最年長となる54歳でS級1班格付けを達成する（のち神山雄一郎が更新）など、息の長い活躍を見せた。7月1日の向日町FI最終日第5レース（S級一般）での7着がラストレースとなった[68]。
  - 通算成績は3044戦468勝、優勝回数44回。通算獲得賞金は10億2739万3588円[68]。

- 16日 - 【記録】 児玉碧衣（福岡・108期、L1）が、FII・「第10回ガールズケイリンフェスティバル」（函館）2日目第3レース（予選２）で勝利し、通算500勝を達成。ガールズケイリンでは4月20日に達成した山原さくら（高知・104期、L1）に次ぐ4人目の記録であり、男子も含めるとS級創設（1983年4月）以降通算50人目の記録。また、ガールズケイリン史上最速となる登録日から8年2か月15日での達成であった[69][70]。
  - その後、規程に基づき、8月22日に久留米競輪場にて表彰式が執り行われた[71]。

- 16日 - 【記録】 北津留翼（福岡・90期、S1）が、GII・「第19回サマーナイトフェスティバル」（函館）2日目第6レース（選抜）において上がりタイム10秒7を記録し、5月16日に嘉永泰斗（熊本・113期、S1）が記録した函館競輪場バンクレコードに並ぶタイ記録を樹立[72]。

- 16日 - 【記録】 脇本雄太（福井・94期、SS）が、GII・「第19回サマーナイトフェスティバル」（函館）2日目第12レース（準決勝）において上がりタイム10秒6を記録し、嘉永泰斗（熊本・113期、S1）と北津留翼（福岡・90期、S1）が記録した函館競輪場のバンクレコード（上がりタイム10秒7）を更新[73][74]。

- 21日 - 【記録】 西浦仙哉（三重・73期、A1）が、立川FII初日第12レース（特選）で勝利し、通算500勝を達成。S級創設（1983年4月）以降女子（4人）も含めて通算51人目の記録。デビューから29年3か月12日（デビュー日を含まない）での達成であった[75][76]。
  - その後、規程に基づき、9月6日に松阪競輪場にて表彰式が執り行われた[77]。

- 30日 - 【人事】 牛山貴広（茨城・92期、S2）が、当日行われた長野県諏訪郡原村村長選挙において初当選し、次期（第40代）原村村長となることが決定[78]。牛山は原村大久保の出身であり、当時現職の原村村長であった五味武雄より事実上の後継指名を受け5月30日に立候補を表明[79]。投開票の結果、対立候補に1800票差となる2915票を獲得し当選した[80]。なお、公職選挙法の規定により村長の重職（兼職）は禁止されているため、牛山は引退手続きを取った[81]。ラストレースは2023年3月22日の宇都宮FI初日第5レース（A級初日特選）で、落車棄権。
  - その後、8月8日に原村役場に初登庁[82]。任期は同日より4年間。
  - 8月15日、選手登録消除。通算戦績は1249戦213勝（優勝28回）。生涯獲得賞金は3億3960万1700円[83]。

- 30日 - 【人事】 関戸努（宮城・82期、A2）が、当日行われた宮城県仙台市市議会議員選挙において初当選を果たした[81]。

### 8月
- 03日（現地時間） - 【記録】 窪木一茂（福島・119期、S2）が、イギリス・グラスゴーで行われた世界選手権男子スクラッチにて、前回大会に引き続き銀メダルを獲得[84][85]。

- 08日（現地時間） - 【記録】 内野艶和（福岡・120期、L1）が、イギリス・グラスゴーで行われた世界選手権女子ポイントレースにて、決勝戦3着となり銅メダルを獲得。世界選手権での女子メダリストは史上4人目で、同種目では2015年パリ大会で銀メダルを獲得した上野みなみ以来2人目。現役競輪選手に限れば、女子メダリストは佐藤水菜（神奈川・114期、L1）に次いで2人目だが、中距離レースにおいては初めて[86][87]。

- 09日 - 【記録】 内藤宣彦（秋田・67期、S1）が、52歳5か月7日で青森FIを優勝。1971年3月2日生まれの内藤は、それまで西川親幸（熊本・57期、引退）が持っていたS級最年長優勝記録（52歳4か月22日）を更新した[88]。

- 14日 - 【記録】 加瀬加奈子（新潟・102期、L1）が、43歳2か月14日で青森FII（ミッドナイト）を優勝。自身の持つガールズケイリン最年長優勝記録を更新した[89]。

- 20日 - 【事象】 GI・第66回オールスター競輪決勝戦において、吉田拓矢（茨城・107期、S1）が暴走（11条）により失格。吉田は即あっせん保留の手続きが取られた[90]。さらに吉田は11条失格したことにより、当年のKEIRINグランプリは選考除外されるため出場不可となった。GI決勝戦における失格発生は第30回寬仁親王牌・世界選手権記念トーナメント（2021年）以来、かつルール改正後の暴走による失格は2019年10月8日の千葉記念（滝澤正光杯in松戸）最終日第12レース決勝での小埜正義[91]以来2人目。なお、レースは眞杉匠（栃木・113期、S1）が優勝、3度目のGI決勝戦で初のGIタイトルを獲得した[92]。

### 9月
- 05日 - 【記録】 加瀬加奈子（新潟・102期、L1）が、43歳3か月5日で弥彦FIIを優勝。自身の持つガールズケイリン最年長優勝記録を更新した[93]。

- 06日 - 【記録】 高橋梨香（埼玉・106期、L1）が、43歳8か月9日で平塚FI（ナイター）を優勝。前日に加瀬加奈子（新潟・102期、L1）が記録したガールズケイリン最年長優勝記録を更新した[94]。

- 07日 - 【事象】 熊本市の大西一史市長が、熊本市議会での一般質問において、熊本地震で被災し再建中である熊本競輪場について、2024年6月を目途に再開させる意向であることを表明[95]。

- 21日 - 【事象】 福井競輪場に16時20分ごろ、落雷が発生。当日はFIを開催中（初日）で、発生時点では第12レースの発走前であり、センターカメラ、ゴールのスリット写真カメラ、発走機の制御を行う機器などが故障したため、第12レースを中止とした。ただ、その後も復旧のメドが立たなかったため、翌22日の2日目も全レース中止とし、そのまま同開催は打ち切りとなった[96][97]。福井競輪場におけるレース中止は2022年7月9日（開設記念3日目）の第10レース以降以来[98]、落雷によるレース中止は2021年6月15日の名古屋FII（ミッドナイト）2日目第1レース・第2レース以来[99]。　→ 2022年7月9日

- 26日 - 【実施】 全国競輪施行者協議会が、2024年度のGIIIなどの開催日程を発表。新たにミッドナイト競輪でGIII（S級7車立て7レース、L級7車立て2レース）を佐世保競輪場（2024年7月16日 - 18日）と小松島競輪場（2025年2月17日 - 19日）で試行実施する。これにより、屋内板張り250mバンクであるTIPSTAR DOME CHIBAを除いてガールズケイリン開催実績がなかった小松島競輪場でもガールズケイリンが開催されることが決定した。そのほか、昼夜連続のGIIIリレー開催を実施するほか、大阪・関西万博協賛競輪を奈良競輪場、川崎競輪場、大垣競輪場で、施設整備等協賛競輪を松山競輪場、松阪競輪場、前橋競輪場で、ぞれぞれ開催。GIIIナイターも2024年度は函館競輪場、別府競輪場、四日市競輪場にて計6節を実施する[100][101]。

- 29日 - 【事象】 20代の女子選手が、自身の師匠（当時。男子選手）からセクハラ発言を受け精神的苦痛を受けたとしてその男子選手に対し約450万円の損害賠償を求め提訴していた件で、高松地裁で判決があり、裁判長は一部の発言に違法性があると認め、被告の男子選手に11万円の支払いを命じた[102][103]。なお、被告側は争う構えを見せ、被告側の弁護士は控訴する意向を示した[104]。

### 10月
- 02日 〜 04日 - 【実施】 松戸競輪場にて、ガールズケイリン2つ目のGIであるオールガールズクラシックを初開催。佐藤水菜（神奈川・114期、L1）が3日間とも1着の完全優勝で、初代女王となった[105]。3日間の総売上額は30億3670万3700円となり、目標額を5億円も上回る大成功となった[106]。

- 12日 - 【広報】 JKAが、日本記念日協会より11月20日を『競輪発祥の日』として記念日認定された。1948年11月20日に小倉競輪場にて初めて競輪が開催された日であることに因んでJKAが申請していたもの[107]。

- 19日 - 【広報】 全国競輪施行者協議会が、2023年度上期（4月1日〜9月30日）の総車券売上高を発表。同期の総車券売上高は5576億7503万4100円で、前年度同期比で105.8%を達成した[108]。

- 22日 - 【記録】 古性優作（大阪・100期、SS）が、GI・第32回寬仁親王牌・世界選手権記念トーナメント（弥彦競輪場）を4日間とも1着で優勝し、第5回大会（1996年）での神山雄一郎（栃木・61期、S2）以来となる27年ぶり2人目の寬仁親王牌・世界選手権記念トーナメント完全優勝を達成。また、この優勝で古性は1997年の神山雄一郎以来26年ぶり史上6人目となる年間GI3勝を達成した[109]ほか、同年の神山雄一郎以来史上2人目となるグランプリ前に年間獲得賞金額2億円を達成した[110]。

### 11月
- 04日 - 【実施】 いわき平競輪場にて、ミッドナイト競輪を開始。全国で31場目となる[111][112]。

- 21日 〜 23日 - 【実施】 小倉競輪場にて、ガールズケイリン3つのGI・第1回競輪祭女子王座戦を開催（第65回朝日新聞社杯競輪祭初日 - 3日目）。梅川風子（東京・112期、L1）が3日間とも1着の完全優勝で、初代女王となった[113]。

- 26日 - 【記録】 高橋梨香（埼玉・106期、L1）が、43歳10か月29日で川崎FIIを完全優勝。自身が9月に記録したガールズケイリン最年長優勝記録を更新した[114]。 → 9月6日

### 12月
- 01日 - 【実施】 JKAが、11月30日に開催された第158回競輪最高会議において、2025年度よりガールズケイリンにおける新たなGI競走の新設と、3日間開催にて行われているサマーナイトフェスティバルを男子S級108名のみによる4日間開催に変更することを発表[115][116][117]。
  - ガールズケイリンにおいては、2024年度はオールスター競輪前半にて実施する女子オールスター競輪（14名による2レース制トーナメント。FII）を、2025年度よりガールズケイリンフェスティバルと統合した上でオールスター競輪から独立させ、8月に3日間ナイター開催とし、主にファン投票での得票上位者による42名による6レース制トーナメント戦とすることで、格付けもGIに変更する。また、当大会の優勝者には当年のガールズグランプリ出場権を付与することとなった。これに伴い、ガールズケイリンフェスティバルは2024年度限りとし、発展的解消する。なお、2025年度以降の女子オールスター競輪は各日ともにオールガールズクラシック同様に後半6レースで開催し、初日予選ではうち1レースを優秀競走「ガールズドリームレース」とする。このほか、前半はアンダーカードとして、通常のガールズケイリン（FII）を各日2レース×2グループ実施するほか、2024年度までは10月のいずれかの開設記念最終日に一発勝負で行われてきた新人戦『KEIRINルーキーシリーズ プラス』を男女とも行う（男子は14名による2レース制トーナメント戦とし、最終日は決勝戦のみで成績下位7名が途中帰郷。女子は従来通り7名で最終日に一発勝負）こととなった。
  - サマーナイトフェスティバルについては、2025年度より、男子戦のみS級108名参加による4日間開催（1日12レース）とする。なお、選抜方法は現行のものを踏襲する。

- 08日 - 【記録】 坂上樹大（石川・80期、A1）が、岸和田FII（ミッドナイト）初日第9レース（特選）で勝利し、通算500勝を達成。S級創設（1983年4月）以降女子（4人）も含めて通算52人目の記録。デビューから26年3か月23日（デビュー日を含まない）での達成であった[118]。
  - その後、規程に基づき、2024年4月27日に富山競輪場にて表彰式が執り行われた[119]。

- 18日 - 【実施】 KEIRIN.JPの会員管理を行っているサイクルテレホン事務センター（CTC）が、競輪公式投票CTCに名称変更[120]。

- 末日 - 【終了】 スポンサーユニフォーム（2005年1月の武田豊樹が初）を一旦、全面廃止[121][122]。

- 30日 - 【記録】 KEIRINグランプリ2023にて、松浦悠士（広島・98期、SS）が初優勝。中国地区所属選手の優勝は小橋正義（新潟・59期、引退）が岡山在籍時にKEIRINグランプリ'96（1996年）で優勝して以来、27年ぶり2度目[123]。この優勝により、松浦は2005年12月に加藤慎平（岐阜・81期、引退）が記録した月刊獲得賞金最高記録を更新した[124]ほか、通算取得賞金額が1,015,686,311円となり10億円を突破。10億円突破は通算39人目、現役選手としては21人目の記録となった[125]。更に、年間取得賞金額が2億5270万7900円となり当年の賞金王となったほか、グランプリ前に年間取得賞金額が2億円を突破した古性優作（大阪・100期、SS）と合わせて、史上初となる年間獲得賞金額2億円プレイヤーが2名誕生した[126]。

## GP
出典：
| レース名             | 場名 | 日程           | 優勝者   | 総売上 （ ）内は対前回比                             |
| -------------------- | ---- | -------------- | -------- | ---------------------------------------------------- |
| KEIRINグランプリ2023 | 立川 | 12月30日（土） | 松浦悠士 | 63億1139万5100円 総売上：140億9563万4200円（107.3%） |

## GI
出典：
| レース名                                     | 場名   | 日程                         | 優勝者   | 総売上 （ ）内は対前回比    |
| -------------------------------------------- | ------ | ---------------------------- | -------- | --------------------------- |
| 第38回読売新聞社杯全日本選抜競輪             | 高知   | 02月23日（木） 〜 26日（日） | 古性優作 | 095億8258万8600円（105.0%） |
| 第77回日本選手権競輪                         | 平塚   | 05月02日（火） 〜 07日（日） | 山口拳矢 | 142億6391万0600円（94.2%）  |
| 第74回高松宮記念杯競輪                       | 岸和田 | 06月13日（火） 〜 18日（日） | 古性優作 | 116億5573万8900円（128.0%） |
| 第66回オールスター競輪                       | 西武園 | 08月15日（火） 〜 20日（日） | 眞杉匠   | 132億1360万9100円（102.9%） |
| 第32回寬仁親王牌・世界選手権記念トーナメント | 弥彦   | 10月19日（木） 〜 22日（日） | 古性優作 | 082億0185万7400円（98.6%）  |
| 第65回朝日新聞社杯競輪祭                     | 小倉   | 11月21日（火） 〜 26日（日） | 眞杉匠   | 130億8363万1900円（106.6%） |

## GII
出典：
| レース名                         | 場名 | 日程                         | 優勝者   | 総売上 （ ）内は対前回比  |
| -------------------------------- | ---- | ---------------------------- | -------- | ------------------------- |
| 第07回ウィナーズカップ           | 別府 | 03月18日（土） 〜 21日（火） | 松浦悠士 | 75億2861万7700円（88.0%） |
| 第19回サマーナイトフェスティバル | 函館 | 07月15日（土） 〜 17日（月） | 松浦悠士 | 54億8629万6900円（98.8%） |
| 第39回共同通信社杯               | 青森 | 09月15日（金） 〜 18日（月） | 深谷知広 | 69億4143万8300円（93.4%） |
| ヤンググランプリ2023             | 立川 | 12月28日（木）               | 太田海也 | 8億2947万3600円           |

## GIII
出典：
| ※ | 「大阪・関西万博協賛競輪」 | ※※ | 「施設整備等協賛競輪」   |    |                                                      |
| ★ | 「ナイター開催」           | L  | ガールズケイリン組み込み | 替 | 代替地での開催 （熊本→久留米、防府→玉野、広島→玉野） |

| 最終日の企画レース（無印は実施せず）                                                | 最終日の企画レース（無印は実施せず）      | 最終日の企画レース（無印は実施せず） |
| ----------------------------------------------------------------------------------- | ----------------------------------------- | ------------------------------------ |
| AF = レインボーカップA級ファイナル                                                  | CF = レインボーカップチャレンジファイナル |                                      |
| NC = ルーキーチャンピオンレース                                                     | GFQ = ガールズ フレッシュクイーン         |                                      |
| R+ = 競輪ルーキーシリーズ2023プラス（男は123期＜男子＞を、女は124期＜女子＞を対象） |                                           |                                      |

|    | 場名       | 備考 | 企画 | 日程                             | 優勝者     | 総売上 （ ）内は目標額           |
| -- | ---------- | ---- | ---- | -------------------------------- | ---------- | -------------------------------- |
| 28 | 立川       |      |      | 01月04日（水） 〜 01月07日（土） | 新田祐大   | 72億4709万0800円（68億円）       |
| 55 | 和歌山     |      |      | 01月12日（木） 〜 01月15日（日） | 脇本雄太   | 58億9118万2700円（55億円）       |
| 25 | 大宮       |      |      | 01月19日（木） 〜 01月22日（日） | 深谷知広   | 55億2166万2600円（60億円）       |
| 45 | 豊橋       |      |      | 01月26日（木） 〜 01月29日（日） | 脇本雄太   | 55億9971万3900円（55億円）       |
| 54 | 奈良       |      |      | 02月02日（木） 〜 02月05日（日） | 三谷竜生   | 56億8555万7200円（55億円）       |
| 38 | 静岡       |      |      | 02月09日（木） 〜 02月12日（日） | 郡司浩平   | 58億3697万7400円（58億円）       |
| 37 | 伊東温泉   | ※※   |      | 02月16日（木） 〜 02月19日（日） | 山口拳矢   | 50億8475万3100円（47億円）       |
| 44 | 大垣       |      |      | 03月04日（土） 〜 03月07日（火） | 犬伏湧也   | 56億6648万6200円                 |
| 75 | 松山       | ★    | NC   | 03月09日（木） 〜 03月12日（日） | 山田庸平   | 50億4278万5200円（45億円）       |
| 61 | 玉野       |      |      | 03月26日（日） 〜 03月29日（水） | 小原太樹   | 52億2807万5400円（52億円）       |
| 48 | 四日市     | ★L   |      | 04月01日（土） 〜 04月04日（火） | 浅井康太   | 52億1602万0900円（48億円）       |
| 74 | 高知       |      | GFQ  | 04月06日（木） 〜 04月09日（日） | 新田祐大   | 54億2688万1200円（55億円）       |
| 36 | 小田原     |      |      | 04月13日（木） 〜 04月16日（日） | 郡司浩平   | 52億9781万3800円（60億円）       |
| 84 | 武雄       |      |      | 04月22日（土） 〜 04月25日（火） | 脇本雄太   | 55億3111万2700円（55億円）       |
| 83 | 久留米     | ※    |      | 04月27日（木） 〜 04月30日（日） | 橋本壮史   | 46億2371万2600円（40億円）       |
| 11 | 函館       |      |      | 05月13日（土） 〜 05月16日（火） | 嘉永泰斗   | 48億6350万8500円（50億円）       |
| 24 | 宇都宮     |      |      | 05月18日（木） 〜 05月21日（日） | 眞杉匠     | 48億8102万1800円（55億円）       |
| 44 | 大垣       |      | AF   | 06月03日（土） 〜 06月06日（火） | 浅井康太   | 50億5140万9300円                 |
| 54 | 京都向日町 | ※※   |      | 06月08日（木） 〜 06月11日（日） | 簗田一輝   | 42億8098万1600円（39億2900万円） |
| 83 | 久留米     |      | CF   | 06月24日（土） 〜 06月27日（火） | 成田和也   | 57億9587万2800円（57億円）       |
| 22 | 前橋       |      |      | 06月29日（木） 〜 07月02日（日） | 古性優作   | 57億3159万8500円（57億円）       |
| 73 | 小松島     |      |      | 07月06日（木） 〜 07月09日（日） | 松浦悠士   | 49億7723万8000円（51億円）       |
| 51 | 福井       |      |      | 07月22日（土） 〜 07月25日（火） | 古性優作   | 48億3758万5900円（54億円）       |
| 42 | 名古屋     |      |      | 07月27日（木） 〜 07月30日（日） | 山口拳矢   | 46億1262万4900円（50億円）       |
| 46 | 富山       |      |      | 08月03日（木） 〜 08月06日（日） | 郡司浩平   | 51億9736万0400円（50億円）       |
| 55 | 和歌山     | ※    |      | 08月10日（木） 〜 08月13日（日） | 金子幸央   | 37億8139万8700円（37億円）       |
| 27 | 京王閣     | ★L   |      | 08月10日（木） 〜 08月13日（日） | 田尾駿介   | 34億4592万4100円（35億円）       |
| 31 | 松戸       | ★    |      | 08月26日（土） 〜 08月29日（火） | 深谷知広   | 51億5444万7500円（50億円）       |
| 54 | 京都向日町 |      | R+女 | 08月31日（木） 〜 09月03日（日） | 北井佑季   | 55億0240万9100円（51億円）       |
| 28 | 立川       |      |      | 09月07日（木） 〜 09月10日（日） | 森田優弥   | 53億9196万8300円（55億円）       |
| 54 | 松阪       |      |      | 09月23日（土） 〜 09月26日（火） | 郡司浩平   | 48億9102万7800円（52億円）       |
| 45 | 豊橋       |      |      | 09月28日（木） 〜 10月01日（日） | 町田太我   | 50億7002万5800円（52億円）       |
| 87 | 熊本       |      | R+男 | 10月06日（金） 〜 10月09日（月） | 中本匠栄   | 53億1668万5400円（50億円）       |
| 36 | 小田原     | ※※   |      | 10月12日（木） 〜 10月15日（日） | 宿口陽一   | 46億1399万6700円（48億円）       |
| 28 | 京王閣     | ★    | R+男 | 10月28日（土） 〜 10月31日（火） | 新田祐大   | 50億2608万2200円（50億円）       |
| 63 | 防府       |      |      | 11月02日（木） 〜 11月05日（日） | 清水裕友   | 56億1781万3000円（51億円）       |
| 48 | 四日市     | ★    |      | 11月09日（木） 〜 11月12日（日） | 浅井康太   | 52億2489万5200円（50億円）       |
| 44 | 大垣       | ※※   |      | 11月16日（木） 〜 11月19日（日） | 山賀雅仁   | 40億6778万5600円（40億円）       |
| 37 | 伊東温泉   | ★    | AF   | 12月02日（土） 〜 12月05日（火） | 和田健太郎 | 54億3828万8300円（48億円）       |
| 86 | 別府       |      |      | 12月07日（木） 〜 12月10日（日） | 守澤太志   | 51億4285万0200円（51億円）       |
| 85 | 佐世保     |      | CF   | 12月14日（木） 〜 12月17日（日） | 荒井崇博   | 53億8909万8900円（55億円）       |
| 62 | 広島       |      |      | 12月21日（木） 〜 12月24日（日） | 山田庸平   | 50億2937万3700円（53億円）       |

## FI
| 場名 | タイトル               | 日程                         | 優勝者   | 総売上           |
| ---- | ---------------------- | ---------------------------- | -------- | ---------------- |
| 別府 | 大阪・関西万博協賛競輪 | 01月23日（月） 〜 26日（木） | 眞杉匠   | 10億8968万2900円 |
| 立川 | 寺内大吉記念杯競輪     | 12月28日（木） 〜 30日（土） | 小林泰正 | 60億0809万0100円 |

## FII
| 場名 | タイトル                               | 日程           | 優勝者   | 総売上 （ ）内は目標額                                       |
| ---- | -------------------------------------- | -------------- | -------- | ------------------------------------------------------------ |
| 松山 | ルーキーチャンピオンレース（NC） 121期 | 03月12日（日） | 安彦統賀 | 1億6407万3000円                                              |
| 富山 | スーパープロピストレーサー賞           | 05月28日（日） | 古性優作 | 4億8882万3100円 全プロ記念総売上：29億1123万2700円（30億円） |

## GPメンバー・4日制以上のGI決勝進出者（35名）
- a北日本、b関東、c南関東 / D中部、E近畿、F中国、G四国、H九州
- 棄 ＝ 途中棄権、失 ＝ 失格、B ＝ 最終バックストレッチの先頭通過者
- 賞金 ＝ 取得賞金額順位でのGP出場
- * ＝ 本年度のS級S班

| 県  | 期  |             | 500 全日 選 | 400 ダー ビー | 400 高松 宮杯 | 400 オー ル | 400 親王 牌 | 400 競輪 祭 | 400 G P     |
|     |     |             | 差          | 差            | 差            | 捲          | 捲          | 差          | 差          |
| --- | --- | ----------- | ----------- | ------------- | ------------- | ----------- | ----------- | ----------- | ----------- |
| E大 | 100 | 古性優作*   | 1           | 5             | 1             | 2           | 1           | 丶          | 4 ★★★       |
| a秋 | 096 | 守澤太志*   | 2           | 丶            | 丶            | 丶          | 丶          | 丶          | 丶          |
| E奈 | 101 | 三谷竜生    | 3           | 丶            | 丶            | 丶          | 丶          | 丶          | 丶          |
| E井 | 094 | 脇本雄太*   | 4 B         | 7             | 6 B           | 丶          | 丶          | 8           | 8 B （賞8） |
| a島 | 088 | 成田和也    | 5           | 丶            | 丶            | 丶          | 丶          | 丶          | 丶          |
| G香 | 076 | 香川雄介    | 6           | 4             | 丶            | 丶          | 丶          | 丶          | 丶          |
| D三 | 090 | 浅井康太    | 7           | 丶            | 丶            | 丶          | 丶          | 丶          | 丶          |
| b茨 | 101 | 吉澤純平    | 8           | 丶            | 丶            | 丶          | 丶          | 丶          | 丶          |
| a島 | 090 | 新田祐大*   | 9           | 丶            | 丶            | 丶          | 丶          | 丶          | 丶          |
| a島 | 078 | 佐藤慎太郎* | 丶          | 3             | 2             | 丶          | 2           | 丶          | 7 （賞4）   |
| F山 | 105 | 清水裕友    | 丶          | 2             | 丶            | 4           | 丶          | 丶          | 9 （賞6）   |
| D岐 | 117 | 山口拳矢    | 丶          | 1             | 丶            | 丶          | 丶          | 丶          | 5 ★         |
| a青 | 107 | 新山響平*   | 丶          | 6             | 9             | 丶          | 丶          | 丶          | 6 （賞9）   |
| a城 | 092 | 和田圭      | 丶          | 8             | 丶            | 丶          | 丶          | 丶          | 丶          |
| G徳 | 119 | 犬伏湧也    | 丶          | 9 B           | 丶            | 6           | 8           | 丶          | 丶          |
| c神 | 099 | 郡司浩平*   | 丶          | 丶            | 7             | 丶          | 丶          | 丶          | 丶          |
| H佐 | 094 | 山田庸平    | 丶          | 丶            | 5             | 5           | 丶          | 丶          | 丶          |
| F広 | 098 | 松浦悠士*   | 丶          | 丶            | 4             | 丶          | 丶          | 3           | 1 （賞5）   |
| c神 | 113 | 松井宏佑    | 丶          | 丶            | 8             | 丶          | 丶          | 2           | <補欠>      |
| E大 | 090 | 稲川翔      | 丶          | 丶            | 3             | 丶          | 丶          | 丶          | 丶          |
| b栃 | 113 | 眞杉匠      | 丶          | 丶            | 丶            | 1 B         | 丶          | 1           | 3 ★★        |
| b埼 | 098 | 武藤龍生    | 丶          | 丶            | 丶            | 3           | 丶          | 丶          | 丶          |
| b埼 | 087 | 平原康多*   | 丶          | 丶            | 丶            | 7           | 丶          | 丶          | 丶          |
| G媛 | 111 | 松本貴治    | 丶          | 丶            | 丶            | 8           | 丶          | 丶          | 丶          |
| b茨 | 107 | 吉田拓矢    | 丶          | 丶            | 丶            | 失          | 丶          | 丶          | 丶          |
| b新 | 079 | 諸橋愛      | 丶          | 丶            | 丶            | 丶          | 5           | 丶          | 丶          |
| a島 | 089 | 渡部幸訓    | 丶          | 丶            | 丶            | 丶          | 3           | 丶          | 丶          |
| F岡 | 095 | 河端朋之    | 丶          | 丶            | 丶            | 丶          | 6           | 丶          | 丶          |
| E大 | 088 | 南修二      | 丶          | 丶            | 丶            | 丶          | 4           | 7           | 丶          |
| a島 | 099 | 小松崎大地  | 丶          | 丶            | 丶            | 丶          | 7 B         | 丶          | 丶          |
| c千 | 087 | 和田健太郎  | 丶          | 丶            | 丶            | 丶          | 9           | 丶          | 丶          |
| c静 | 096 | 深谷知広    | 丶          | 丶            | 丶            | 丶          | 丶          | 9 B         | 2 （賞7）   |
| F岡 | 121 | 太田海也    | 丶          | 丶            | 丶            | 丶          | 丶          | 4           | 丶          |
| c静 | 107 | 簗田一輝    | 丶          | 丶            | 丶            | 丶          | 丶          | 6           | 丶          |
| H福 | 090 | 北津留翼    | 丶          | 丶            | 丶            | 丶          | 丶          | 5           | 丶          |

## 女子

### GP
出典：
| レース名                             | 場名 | 日程           | 優勝者   | 売上            |
| ------------------------------------ | ---- | -------------- | -------- | --------------- |
| オッズパーク杯ガールズグランプリ2023 | 立川 | 12月29日（金） | 佐藤水菜 | 9億2384万7000円 |

### GI
出典：
| レース名                      | 場名   | 日程                             | 優勝者   | 売上                                     |
| ----------------------------- | ------ | -------------------------------- | -------- | ---------------------------------------- |
| 第1回パールカップ             | 岸和田 | 06月13日（火） 〜 15日（木）     | 児玉碧衣 | 2億8327万9200円 総売上：13億3827万7300円 |
| 第1回オールガールズクラシック | 松戸   | 10月02日（月） 〜 04日（水）     | 佐藤水菜 | 3億8195万3800円 総売上：30億3670万3700円 |
| 第1回競輪祭女子王座戦         | 小倉   | 11月21日（火） 〜 23日（木・祝） | 梅川風子 | 3億0128万9800円 総売上：14億8952万4700円 |

### FII
出典：
| レース名                                                                | 場名   | 日程                             | 優勝者   | 売上                                    |
| ----------------------------------------------------------------------- | ------ | -------------------------------- | -------- | --------------------------------------- |
| ガールズケイリンコレクション2023 別府ステージ                           | 別府   | 03月21日（火・祝）               | 佐藤水菜 | 2億0929万0900円                         |
| ガールズ フレッシュクイーン（GFQ） 120期・122期                         | 高知   | 04月09日（日）                   | 小泉夢菜 | 1億1432万0000円                         |
| ガールズケイリンコレクション2023 平塚ステージ                           | 平塚   | 05月04日（木・祝）               | 久米詩   | 2億8073万6000円                         |
| ガールズケイリンフェスティバル2023                                      | 函館   | 07月15日（土） 〜 17日（月・祝） | 久米詩   | 2億4941万2400円 総売上：7億2842万5300円 |
| ガールズケイリンコレクション2023 西武園ステージ・アルテミス賞レース     | 西武園 | 08月16日（水）                   | 石井寛子 | 2億2277万7000円                         |
| ガールズケイリンコレクション2023 西武園ステージ・ガールズドリームレース | 西武園 | 08月17日（木）                   | 児玉碧衣 | 3億1398万6300円                         |

## 獲得賞金ランキング
- “2023年（1 月〜12 月）賞金取得上位30名一覧表（男子）” (PDF).  JKA (2024年1月5日). 2024年1月5日閲覧。
- “2023年（1 月〜12 月）賞金取得上位20名一覧表（女子）” (PDF).  JKA (2024年1月5日). 2024年1月5日閲覧。

## 死去
新聞など各種メディアで報じられた者のみを記載
- 03月30日 - 野原雅也（競輪選手。福井・103期）、29歳（1994年1月23日 - 2023年3月30日）没[200][201]
  - 4月4日、選手登録消除。通算戦績は658戦189勝、優勝22回[202]